# Borgerligt alternativ
Borgerligt alternativ (BA) är en nomineringsgrupp i valen till Svenska kyrkan. Borgerligt alternativ ställer upp i valen på alla nivåer: lokalt (kyrkofullmäktige), regionalt (stiftsfullmäktige) och riksnivå (kyrkomötet). 

## Historik
Borgerligt alternativ bildades 2012 av kyrkopolitiker från Moderata samlingspartiet, då partiet hade bestämt sig för att lämna kyrkopolitiken i samband med kyrkovalet 2013. I kyrkovalet 2009 hade Moderaterna blivit kyrkomötets näst största grupp; bara Socialdemokraterna fick fler mandat. I 2013 års val till kyrkomötet blev Borgerligt alternativ tredje största nomineringsgrupp.
Nomineringslistan betonar bland annat ekonomiskt ansvar och består generellt av troende moderater som vill tjäna sina församlingar med det de uppfattar som sina spetskompetenser, vilket i praktiken ofta innebär att företrädarna får ekonomiskt förtroende i sina församlingar.

## Valresultat
- 2001: 18,91 % 48 mandat
- 2005: 17,83 % 45 mandat
- 2009: 16,18 % 41 mandat
- 2013: 12,57 % 31 mandat
- 2017: 8,80 % 22 mandat
- 2021: 8,03 % 20 mandat

## Ordförande
- Annette Lundquist Larsson –2022[2]
- Sven Milltoft 2022–[2]

### Vice ordförande
- Olle Reichenberg 2022–[2]